# Евсеев, Владимир Александрович
Влади́мир Алекса́ндрович Евсе́ев (22 января 1939, Москва — 20 июня 2012) — советский инженер, преподаватель «МАТИ» — РГТУ, кандидат технических наук; чемпион Европы и СССР по академической гребле. Заслуженный мастер спорта СССР (1965).

## Биография
В 1963 году окончил МАТИ по специальности «Обработка металлов давлением». С 1964 года — преподаватель, затем доцент кафедры в этом же вузе. Читал курсы лекций по дисциплинам циклов «Теория и технология прокатно-прессового производства» и «Теория и технология композиционных материалов». Внедрил в учебный процесс ряд оригинальных лабораторных работ.
В 1997—1998 гг. прошёл профессиональную переподготовку в Межотраслевом институте повышения квалификации по специальности «Экологическая безопасность и инженерная защита окружающей среды».
Принимал активное участие в реконструкции пионерского лагеря МАТИ и строительстве нового комплекса МАТИ «Молодёжная». Был председателем «ОСВОДа» и «ВДОАМ» МАТИ.

## Научная деятельность
В 1983 году защитил кандидатскую диссертацию («Исследование и разработка технологических процессов изготовления осесимметричных слоистых композиционных материалов методом гидропрессования»).
Основное направление научных исследований — исследование и разработка технологических процессов изготовления слоистых материалов. Автор более 40 научных публикаций, в том числе 17 авторских свидетельств, 5 из которых внедрены в промышленности.

## Спорт
Тренировался в спортивных обществах «Крылья Советов», «Буревестник», «Водник», в Центральном спортивном клубе ВМФ, с 1965 года — в «Спартаке» (Москва); тренер — Г. С. Лосавио.
Выступал в составе четвёрки с рулевым с Анатолием Лузгиным, Анатолием Ткачуком, Борисом Кузьминым и Виталием Курдченко. Достижения:
- чемпион Европы — 1964, 1965
- серебряный призёр чемпионата мира 1966
- чемпион СССР — 1964, 1966
- победитель Спартакиады народов СССР.

На летних Олимпийских играх 1964 года выступал в финале, но лодка осталась без наград, заняв 5 место.

## Награды
- Медаль «Ветеран труда»
- Медаль «В память 850-летия Москвы»
- Медаль им. Ю. А. Гагарина Федерации космонавтики России
- Медали ВДНХ СССР.